# Belciug-See
Der Belciug-See (rumänisch Lacul Belciug) ist ein Schutzgebiet in Natur- und Landschaftsschutz der  IUCN-Kategorie IV Biotop- und Artenschutzgebiet (Gewässer- und Vogelschutzgebiet) im Nationalpark Biosphärenreservat Donaudelta. Er befindet sich auf dem Areal der Stadt  Sfântu Gheorghe, im Kreis Tulcea, in Rumänien.

## Beschreibung
Der Belciug-See wurde durch das Gesetz Nummer 5 vom 6. März 2000 sowie durch den Gerichtsbeschluss Nummer 2.151 vom 30. November 2004  zum Naturschutzgebiet von nationaler Bedeutung ausgewiesen. Als Teil des Nationalparks Biosphärenreservat Donaudelta gehört er zum Weltnaturerbe der UNESCO.
Der Belciug-See hat eine Fläche von 1,1 km² und eine Tiefe von sieben Metern. Er befindet sich südlich des Sfântu-Gheorghe-Arms, auf dem Areal der Gemeinde Sfântu Gheorghe. Der Belciug-See wurde 1994 unter Naturschutz gestellt und im Jahr 2000 als Biotop zum Artenschutz ausgewiesen.
Dank seiner isolierten Lage und seiner großen Tiefe bietet er einigen gefährdeten Fischarten wie Karausche, Schleie, Nerfling einen geeigneten Lebensraum. Das Schutzgebiet Belciug-See  ist auch ein wichtiger Nist- und Nahrungsplatz für Reiher und Entenvögel. In den umliegenden Schilfgebieten wurde der vom Aussterben bedrohte Kranich gesichtet.

## Fauna
Das Schutzgebiet Belciug-See bietet zahlreichen Zugvögeln Nahrung und eine geeignete Brutstätte: Purpurreiher  (Ardea purpurea), Rallenreiher  (Ardeola ralloides), Krauskopfpelikan  (Pelecanus crispus), Rosapelikan  (Pelecanus onocrotalus), Singschwan  (Cygnus cygnus), Löffler  (Platalea leucorodia) und Kranich  (Grus grus).
Der See ist zum Erhalt von gefährdeten Fischarten wie Schleie  (Tinca tinca), Karausche (Carassius carassius) und Nerfling (Leuciscus idus) von Bedeutung. Ebenso leben hier Karpfen (Cyprinus carpio), Hecht  (Esox lucius), Flussbarsch  (Perca fluviatilis),  und Brachse  (Abramis brama).